# L'École buissonnière (film, 2017)
Pour les articles homonymes, voir L'École buissonnière.
Pour plus de détails, voir Fiche technique et Distribution.
L'École buissonnière est un film français réalisé par Nicolas Vanier sorti en octobre 2017, d'après son roman éponyme sorti en mai de la même année.

## Synopsis
Paul, jeune orphelin, n'a connu que le Paris des années 1920. Il découvre le monde de la campagne en Sologne, lorsqu'il est emmené chez Célestine, épouse du garde-chasse et femme de chambre du comte de La Fresnaye. Paul va découvrir des personnages uniques et inoubliables, dont Totoche le braconnier.

## Fiche technique
Sauf indication contraire, les informations mentionnées dans cette section peuvent être confirmées par la base de données cinématographiques IMDb,  présente dans la section « Liens externes ».
- Titre : L'École buissonnière
- Réalisation : Nicolas Vanier
- Scénario : Nicolas Vanier (tiré de son roman) et Jérôme Tonnerre
- Photographie : Éric Guichard
- Montage : Raphaele Urtin
- Casting :  Sylvie Brocheré- Gwendale Schmitz
- Maquillage : Thi Thanh Tu Nguyen
- Chef décorateur : Sébastian Birchler
- Costumes : Adélaïde Gosselin
- Musique : Armand Amar
- Son : Emmanuel Hachette
- Effets spéciaux : Guy Monbillard
- Producteurs : Matthieu Warter et Clément Miserez
- Sociétés de production : Radar Films, France 2 Cinéma et Studiocanal
- Directeur de production : Philippe Gautier
- Société de distribution : StudioCanal ( France)
- Pays d'origine :  France
- Langue : français
- Genre : comédie dramatique
- Durée : 115 minutes
- Budget : 7 millions d'€
- Format : couleur
- Date de sortie : 11 octobre 2017 ( France)

## Distribution
- Jean Scandel : Paul Caradec
- François Cluzet : Totoche
- Éric Elmosnino : Borel
- François Berléand : le comte Louis Fernand de La Fresnaye
- Valérie Karsenti : « Maman » Célestine
- Urbain Cancelier : Lucien
- Thomas Durand : Bertrand, le fils du comte
- Frédéric Saurel : Dédé
- Thierry Robard : Armand
- Murielle Huet des Aunay : Montaine
- Ilona Cabrera : Bella
- Carolina Jurczak : Florence
- Affif Ben Badra : le chef des gitans
- Laurent Gerra : un gendarme

## Production

### Choix des interprètes
Le rôle de Paul, initialement pressenti pour Solal de Montalivet, est finalement attribué à Jean Scandel .

### Lieux de tournage
Le tournage a lieu en Sologne (région Centre-Val de Loire) du 19 septembre au 25 novembre 2016.
Le château qui sert de demeure au comte de La Fresnaye est le château de Villebourgeon situé à La Marolle-en-Sologne,.
| - Cher - Brinon-sur-Sauldre | - Loiret - Beaugency, château des seigneurs - La Bussière, château de La Bussière | - Loir-et-Cher - Chambord - La Ferté-Saint-Cyr - Marcilly-en-Gault - La Marolle-en-Sologne - Mennetou-sur-Cher - Neung-sur-Beuvron - Saint-Viâtre - Yvoy-le-Marron |

## Accueil

### Box office
Le film sort le 11 octobre 2017 dans 650 salles. Pour son premier jour en salles, 90 190 entrées sont comptabilisées. La première semaine voit 351 303 billets vendus.
La barre du million d'entrées est passée après trois semaines d'exploitation. Après 15 semaines en salles, le film termine sa carrière avec 1 883 285 entrées, il rapporte près de 13,8 millions d'euros pour un budget de 7,8 millions d'euros.

## Distinctions
- Festival international du film de fiction historique 2017 : 
  - Meilleure interprétation féminine pour Valérie Karsenti
  - Meilleure interprétation masculine pour Jean Scandel